# Bijszki járás
A Bijszki járás (oroszul Бийский район) Oroszország egyik járása az Altaji határterületen. Székhelye Bijszk.

A Bijszki járás az Altaji határterületen

## Népesség
- 1989-ben 32 678 lakosa volt.
- 2002-ben 35 740 lakosa volt, melyből 33 617 orosz, 876 német, 466 ukrán, 132 tatár, 84 azeri, 76 örmény, 50 altaj, 45 csuvas stb.
- 2010-ben 34 065 lakosa volt.